# Turnhalle Jahnstraße 20

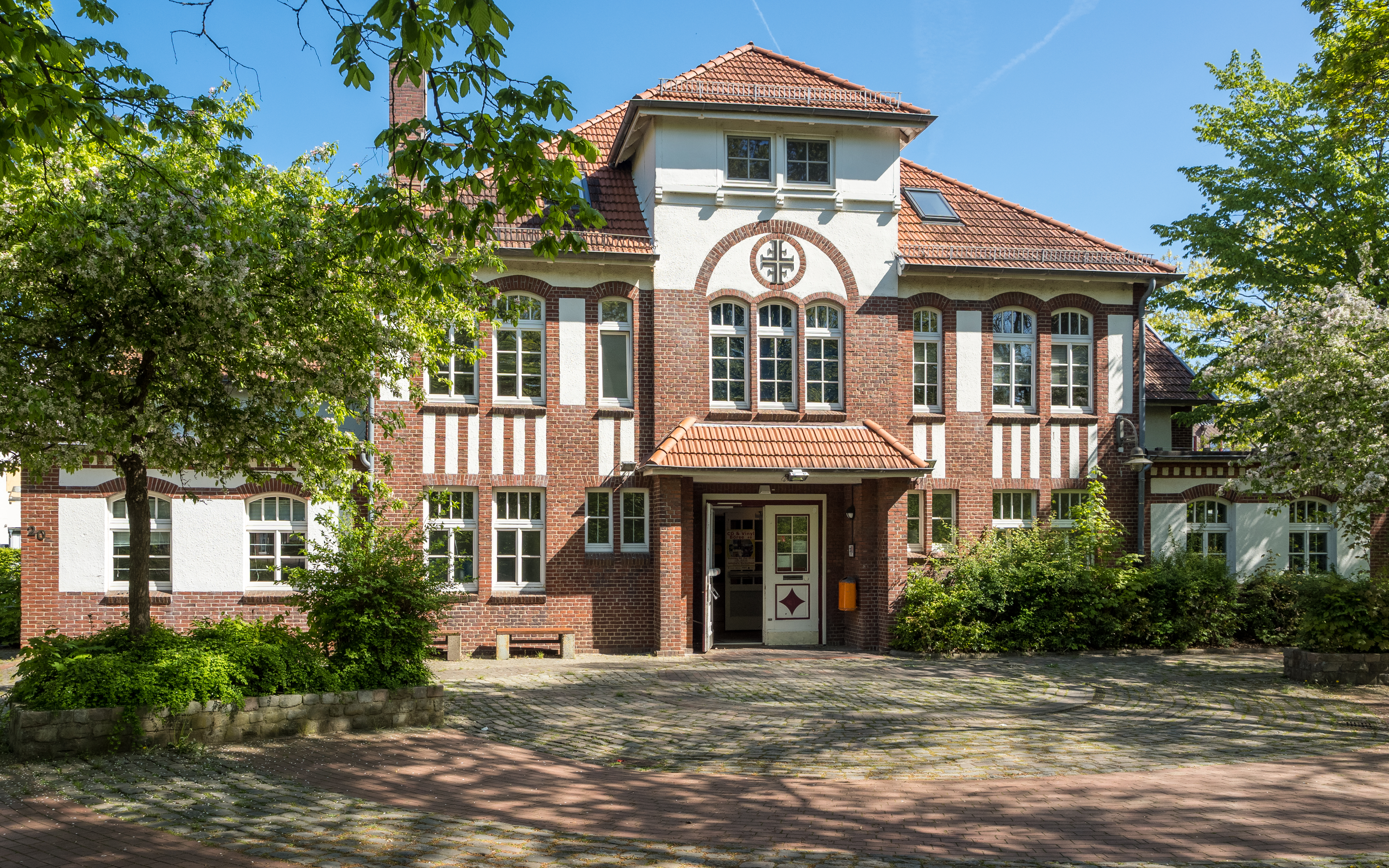
Ansicht von der Jahnstraße

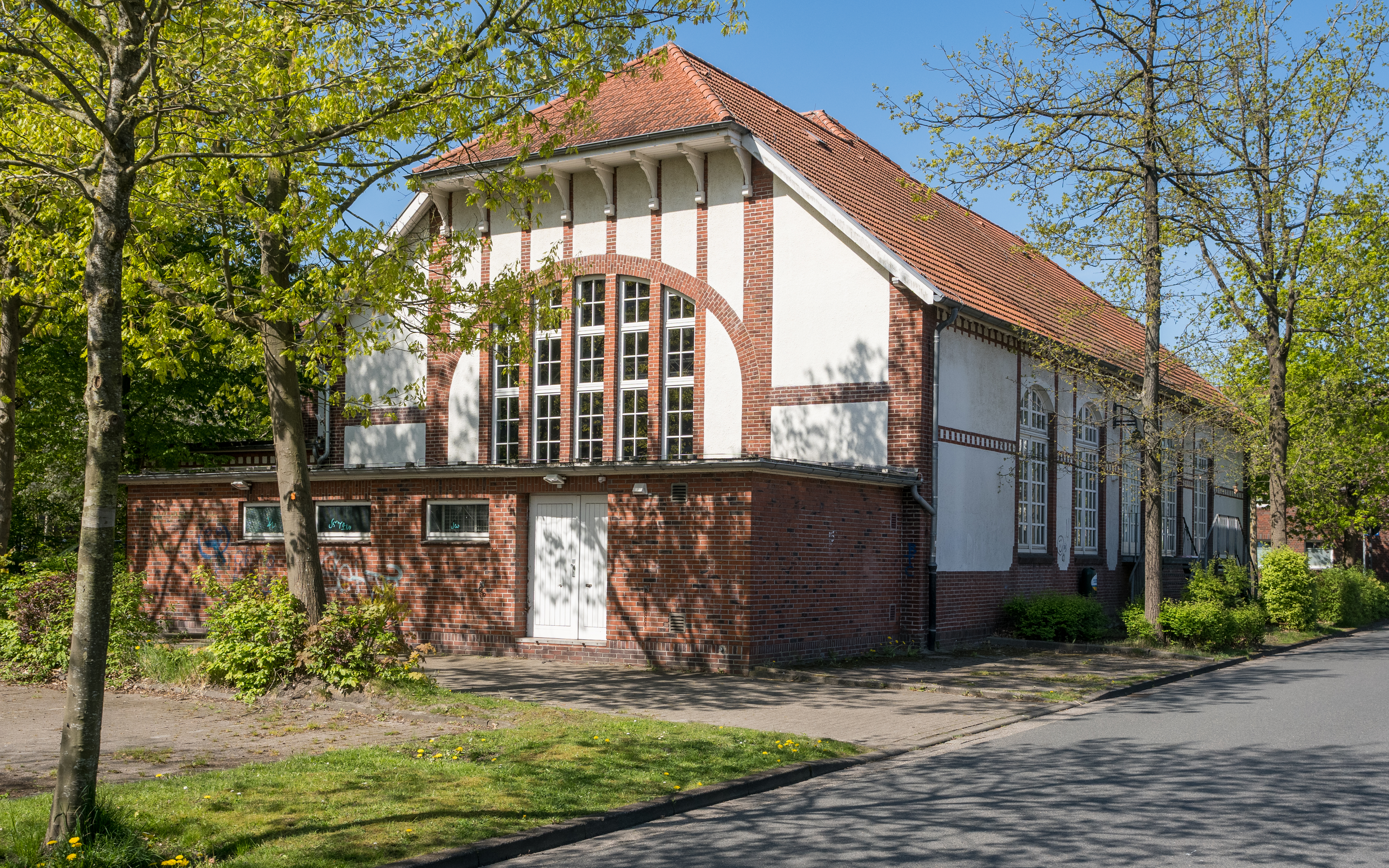
Ansicht von der Lloydstraße

Die ehemalige Turnhalle Jahnstraße 20, Ecke Lloydstraße, heute die Jahnhalle Nordenham im niedersächsischen Nordenham im Landkreis Wesermarsch stammt vom Anfang des 20. Jahrhunderts. Aktuell (2023) wird sie in der Woche als Jugend- und Kulturzentrum und am Wochenende als Kulturzentrum mit dem Kulturbüro genutzt.
Das Gebäude steht unter Denkmalschutz (siehe auch Liste der Baudenkmale in Nordenham).

## Beschreibung und Geschichte
Das ein- und zweigeschossige verklinkerte und verputzte T-förmige Gebäude mit Walm-, Krüppelwalm- und Flachdächern sowie segmentbogigen und eckigen Fenstern wurde 1912/13 nach Plänen des Stadtbaumeisters Jacobsen gebaut. Es besteht aus dem zweigeschossigen Eingangstrakt mit dem mittleren dreigeschossigen Giebelrisalit mit Vordach, der Turnhalle und den zwei flankierenden eingeschossigen Anbauten für den Umkleide- und Sanitärbereich. Die Fassaden wurde durch Ziegel, Ziegelbänder und Putzflächen reichhaltig gestaltet, wobei die beiden Giebel der Turnhalle mit den großen Rundbogen und dem Dachüberstand sehr prägnant sind.
Die Halle wurde nach dem Turnvater Jahn benannt und erhielt über dem Eingang dessen Symbol für den Wahlspruch „Frisch, Fromm, Fröhlich, Frei“ mit den vier F.
Nach einem Umbau wird das Gebäude seit 1983 durch das Jugend- und Kulturzentrum und das Kulturbüro Nordenham genutzt. Die Jahnhalle hat einen großen Bühnensaal mit knapp 160 Sitz- oder 300 Stehplätzen, umfangreicher Bühnentechnik, ein Bistro mit einem Thekenbereich. Viele Konzerte, Veranstaltungen, Begegnungen, Events, Workshops, Kleinkunstaktivitäten und Vorträge fanden seitdem statt.
Das Landesdenkmalamt befand zur Bedeutung: „… geschichtlich, künstlerisch, städtebaulich …“